# Carl Gauermann
Carl Gauermann (* 21. August 1804 in Miesenbach (Niederösterreich); † 23. Oktober 1829 ebenda) war ein österreichischer Maler.

## Leben
Carl Gauermann war der Sohn Jakob Gauermanns und der ältere Bruder Friedrich Gauermanns. Bei seinem Vater erlernte er die Landschaftsmalerei. Er unternahm mit seinem Bruder zahlreiche Studienreisen. Die bevorzugten Motive seiner Aquarelle fand er in der Schneeberggegend und im Salzkammergut.